# Vermindert
Das Adjektiv vermindert (Gegensatz: übermäßig) wird in der Musik zur Kennzeichnung bestimmter Intervalle und Akkorde verwendet.

## Verminderte Intervalle
Intervalle heißen vermindert, wenn sie um einen chromatischen Halbton kleiner sind als die reinen Intervalle (Oktave, Quinte, Quarte) oder als die kleinen Intervalle (kleine Form von Sekunde, Terz, Sexte, Septime; von der Prime lässt sich zwar eine übermäßige, aber keine verminderte Variante bilden, da die Veränderung eines ihrer Töne zwangsläufig zu einer Vergrößerung führt.)
Verminderte Intervalle gehören wie die übermäßigen Intervalle zu den chromatischen Intervallen.
Mit Ausnahme der verminderten Quinte lassen sich verminderte Intervalle mit diatonischen Intervallen enharmonisch verwechseln. Beispiele:
- die verminderte Quarte cis-f ergibt enharmonisch verwechselt die große Terz des-f
- die verminderte Oktav c-ces entspricht der großen Sept c-h
- die verminderte Sekunde c-deses entspricht der Prim c-c.

Die Komplementärintervalle, die verminderte Intervalle zur Oktave ergänzen, sind übermäßig. Zum Beispiel ist das Komplementärintervall der verminderten Quinte c-ges die übermäßige Quarte ges-c.

## Verminderte Akkorde
Einige Akkorde werden ebenfalls vermindert genannt. Im Unterschied zu Intervallen kann jedoch für Akkorde nicht allgemein definiert werden, wann in ihrer Benennung das Wort vermindert vorkommt:
- das Enthaltensein eines verminderten Intervalls reicht nicht immer, um einem Akkord den Beinamen „vermindert“ zu verleihen; etwa wird der Dominantseptakkord nicht „vermindert“ genannt, obwohl er eine verminderte Quint enthält.
- umgekehrt kann es vorkommen, dass ein Akkord „vermindert“ genannt wird, obwohl in ihm kein vermindertes Intervall enthalten ist; z. B. heißt der verminderte Sextakkord so, weil er eine Umkehrung des verminderten Dreiklangs ist; er enthält jedoch selbst kein vermindertes Intervall, sondern stattdessen sogar eine übermäßige Quarte.

Die Bezeichnung „vermindert“ kann also nur für jeden Einzelfall individuell begründet werden.
Einige Beispiele für verminderte Akkorde (jeweils auf dem Ton c aufbauend):
- verminderter Dreiklang (c-es-ges)
- hartverminderter Dreiklang (c-e-ges)
- weichverminderter Dreiklang (c-eses-ges)
- verminderter Septakkord (c-es-ges-heses)
- halbverminderter Septakkord (c-es-ges-b)
- verminderter Dominantseptakkord (c-e-ges-b).